# Bob Hurley
Robert Emmet Hurley sr., detto Bob (Jersey City, 3 luglio 1947), è un allenatore di pallacanestro statunitense, membro del Naismith Memorial Basketball Hall of Fame dal 2010.
È il padre dell'ex cestista Bobby Hurley.

## Carriera
Dal 1972 al 2017 ha allenato la squadra della St. Anthony High School, nella propria città natale.